# 特里普島
76°56′S 161°14′E / 76.933°S 161.233°E
特里普島（英語：Tripp Island）是南極洲的島嶼，位於維多利亞地沿岸，處於特里普灣南部，由英國探險隊發現，以探險家歐內斯特·沙克爾頓的朋友命名。